# Чичевац (община)
Чичевац (серб. Ћићевац) — община в Сербии, входит в Расинский округ.
Население общины составляет 9 998 человек (2007 год), плотность населения составляет 81 чел./км². Занимаемая площадь — 124 км², из них 63,5 % используется в промышленных целях.
Административный центр общины — город Чичевац. Община Чичевац состоит из 10 населённых пунктов, средняя площадь населённого пункта — 12,4 км².

## Статистика населения общины
| Год  | Население, чел. |
| ---- | --------------- |
| 1991 | 11 778          |
| 2001 | 10 845          |
| 2002 | 10 718          |
| 2003 | 10 585          |
| 2004 | 10 439          |
| 2005 | 10 295          |
| 2006 | 10 57           |
| 2007 | 9998            |